# Stéphane Bouquet

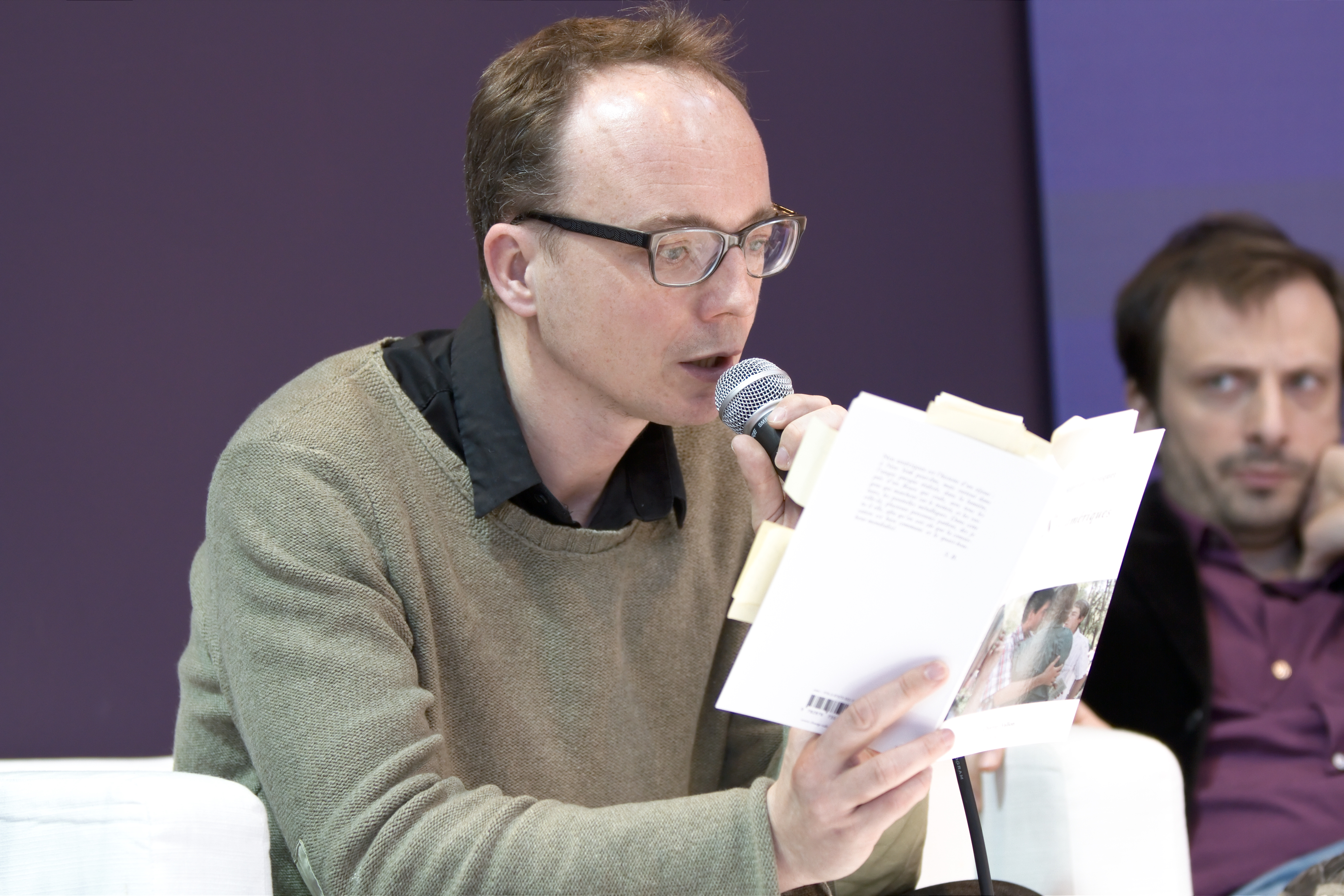
Bouquet in 2010

Stéphane Bouquet (Parijs, 31 oktober 1967) is een Franse scenarioschrijver, dichter, vertaler, filmcriticus en danser.
Hij publiceerde vier dichtbundels bij Champ Vallon (Dans l'année de cet âge, 2001; Un monde existe, 2002; Le Mot frère, 2005; Un peuple, 2007) en een vertaling van de Amerikaanse dichter Robert Creeley, Le Sortilège, bij éditions Nous.  Hij schreef  kritieken voor Libération en was medewerker van Le Monde. Samen met Laurent Goumarre maakte hij de uitzending Studio Danse op France Culture.
Verder schreef hij (en speelde mee) in  La Traversée, een autobiografische film, en was hij scenarioschrijver  voor verschillende films van Sébastien Lifshitz (Les corps ouverts, Presque rien, Wild Side, Les terres froides),  van Valérie Mréjen (La Défaite du rouge-gorge) van Yann Dedet (Le Pays du chien qui chante) en van  Robert Cantarella. Lange tijd was hij ook criticus voor de Cahiers du cinéma en publiceerde studies over Gus Van Sant (uitg. Cahiers du cinéma, 2009) over Sergej Eisenstein (uitg. Cahiers du cinéma, 2008) en over  Het evangelie volgens Matteüs  van Pasolini (uitg. Cahiers du cinéma, 2003).
Als danser nam hij in  2002 deel aan de choreografische creatie van  Mathilde Monnier, Déroutes en, als danser-scenarioschrijver aan het stuk Frère & sœur, dat op het Festival  van  Avignon in 2005 werd gecreëerd.